# Adrien Ries
Adrien Ries (Bivels, 14 de juliol de 1933 - Ribeauvillé, 10 d'octubre de 1991) fou un advocat, economista i escriptor luxemburguès.
Gran part del seu treball va girar al voltant de l'economia del transport, en particular de l'automòbil. També va ser el responsable l'any 1973, de la idea de Nordstad, un sistema unificat per a la zona urbana nord de Luxemburg i així descentralitzar l'activitat econòmica de la Ciutat de Luxemburg i de les Terres Roges.

## Selecció d'obres
- Ries, Adrien, 1962. Le parc automobile luxembourgeois et son influence sur la consommation de carburants. Mémoire présenté en vue de l'obtention du titre de licencié en sciences commerciales et financières, 128 p.
- Ries, Adrien, 1972. Die Rechtsfragen der Agrarpolitik. In: Arnulf Clauder et al.: Einführung in die Rechtsfragen der europäischen Integration: 159–169, 2. Aufl. Europa Union Verl., Bonn.
- Ries, Adrien, 1978. Agrarpolitik : Viele Seelen in mancher Politiker-Brust. Eg-Magazin 10: 7–8, Bonn.
- Ries, Adrien, 1978. Bivelser Tagebuch. 127 S. Sankt-Paulus Druckerei, Luxemburg.
- Ries, Adrien, 1978. Diekirch und seine Industrien. Luxemburger Wort Jg. 131, N°106: 21 & N°107: 7, Luxembourg.
- Ries, Adrien, 1978. Struktur der griechischen Agrarwirtschaft und die gemeinsame Agrarpolitik. In: Griechenland und die Gemeinschaft. Beitrittsprobleme. Berichte über Landwirtschaft 56 (1978), n°1: 240–253, Hamburg/Berlin.
- Ries, Adrien, 1979. Das ABC der Europäischen Agrarpolitik. 1. Aufl., 171 S., Nomos-Verlagsgesellschaft, Baden-Baden. ISBN 3-7890-0499-5.
- Ries, Adrien, 1980. Die landwirtschaftlichen Aspekte der Erweiterung der Europäischen Gemeinschaft: Griechenland. 55 S., Grünes Europa 173, Beilage zum Dokumentationsbulletin. D/AGR./DE. Bruxelles.
- Ries, Adrien, 1981. Rieden op lëtzebuergesch [vol.1]. 140 p., Imprimerie Saint-Paul, Luxembourg.
- Ries, Adrien, 1981. Rieden op lëtzebuergesch [vol.2]: eng nei Kollektioun mat Texter op lëtzebuergesch. 142 p., Imprimerie Saint-Paul, Luxembourg.
- Ries, Adrien, 1982. Die europäischen Institutionen in Luxemburg. Luxemburger Marienkalender 102 (1983): 118-120, Luxembourg.
- Ries, Adrien, 1982. Israelisches Tagebuch. 136 S., Sankt-Paulus Druckerei, Luxembourg.
- Ries, Adrien, 1983. Die Rolle der Blinden in der luxemburgischen Volkswirtschaft. Jahrbuch 1983: 66–71, Association des Aveugles du Luxembourg.
- Ries, Adrien, 1983. Grossherzogins Geburtstag: 34 ironische Geschichten. Mit Zeichnungen von Roger Leiner, 92 p., éd. Guy Binsfeld, Impr. V. Buck, Luxembourg.
- Ries, Adrien, 1983. Impression, édition et télédiffusion au Luxembourg. 131 p., Institut grand-ducal, Impr. Saint-Paul, Luxembourg.
- Ries, Adrien, 1985. Mehr Masse als Klasse : Flug über Luxemburgs Medienlandschaft. Lëtzebuerger Almanach '86: 160–163, éd. Guy Binsfeld, Luxembourg.
- Ries, Adrien, 1986. Orient Express 1983. 157 p., Impr. Saint-Paul, Luxembourg.
- Ries, Adrien, 1988. Die Sprengung der Bivelser Ourbrücke am 25. September 1939. Ous der Veiner Geschicht Nr. 6: 55–67, Veiner Geschichtsfrënn, Vianden.
- Hemmer, Carlo, Jean Milmeister, Pierre Bassing, Adrien Ries, Lex Roth & Lex Jacoby (réds), Société électrique de l'Our (éd.), 1989. Der Our entlang / Le long de l'Our. 126 p., éd. Guy Binsfeld, Luxembourg. Tiramisú, Esch-sur-Alzette.
- Ries, Adrien, 1989. Camino de Santiago, ein Pilgergang von Bivels nach Santiago de Compostela. 1. Aufl., 248 S., éditions Saint-Paul, Luxemburg.
- Ries, Adrien, 1990. Camino de Santiago, ein Pilgergang von Bivels nach Santiago de Compostela. 2. Aufl., 248 S., éditions Saint-Paul, Luxemburg.
- Ries, Adrien, 2000. Camino de Santiago, ein Pilgergang von Bivels nach Santiago de Compostela. 3. Aufl., 248 S., éditions Saint-Paul, Luxemburg. ISBN 2-87963-078-9.